# Kathedrale von Durango

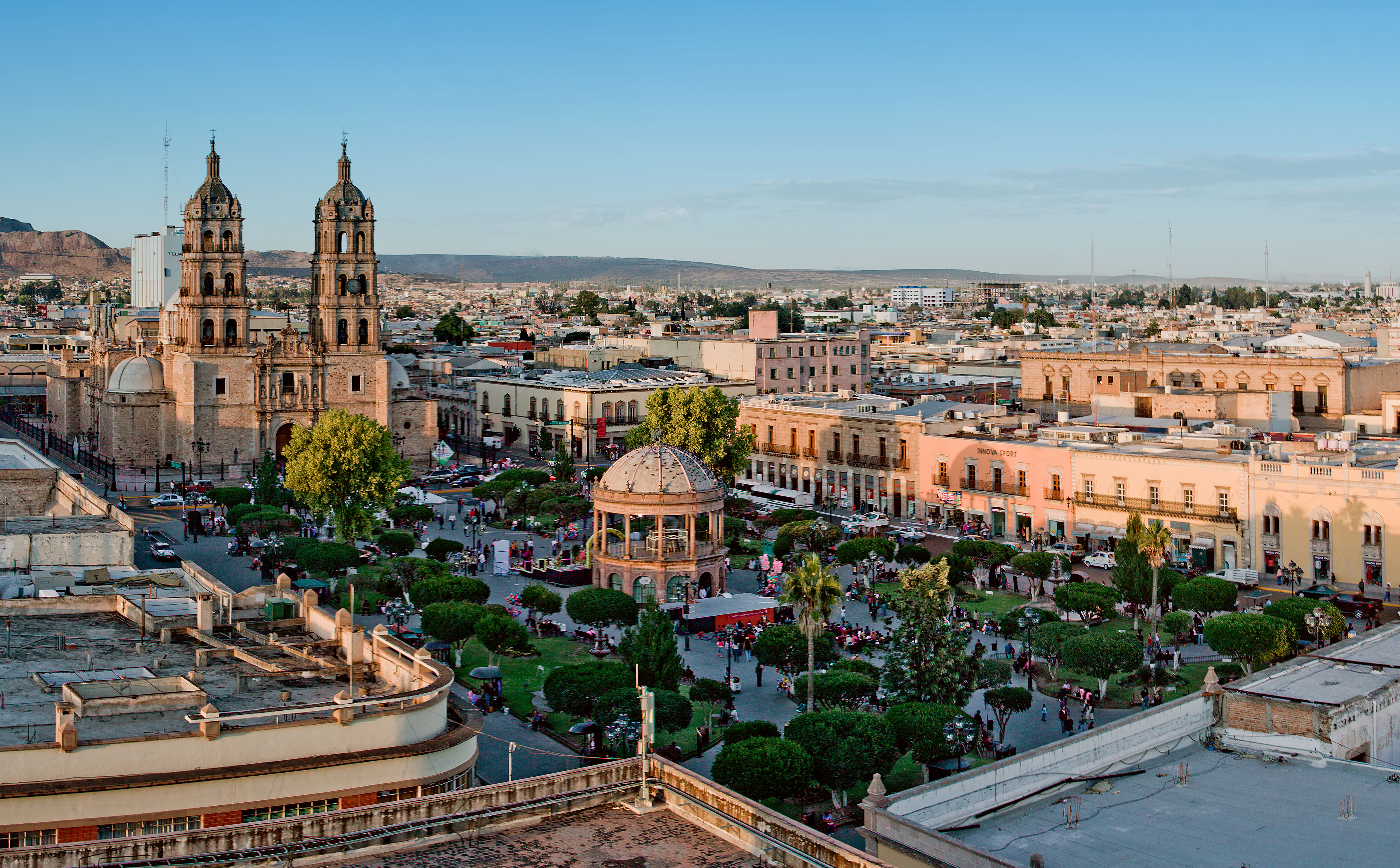
Kathedrale von Durango im Stadtbild

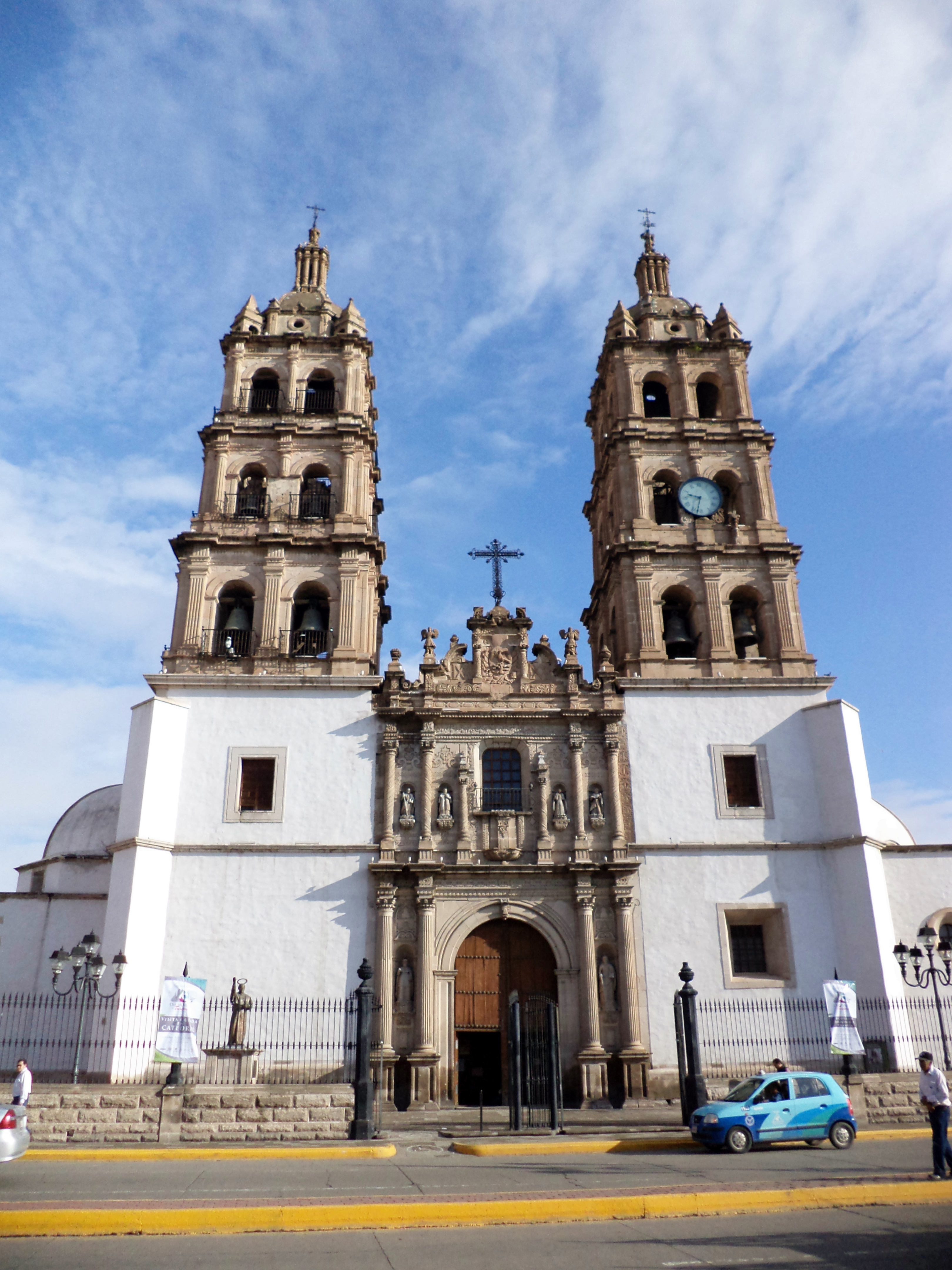
Eingangsfassade der Kathedrale

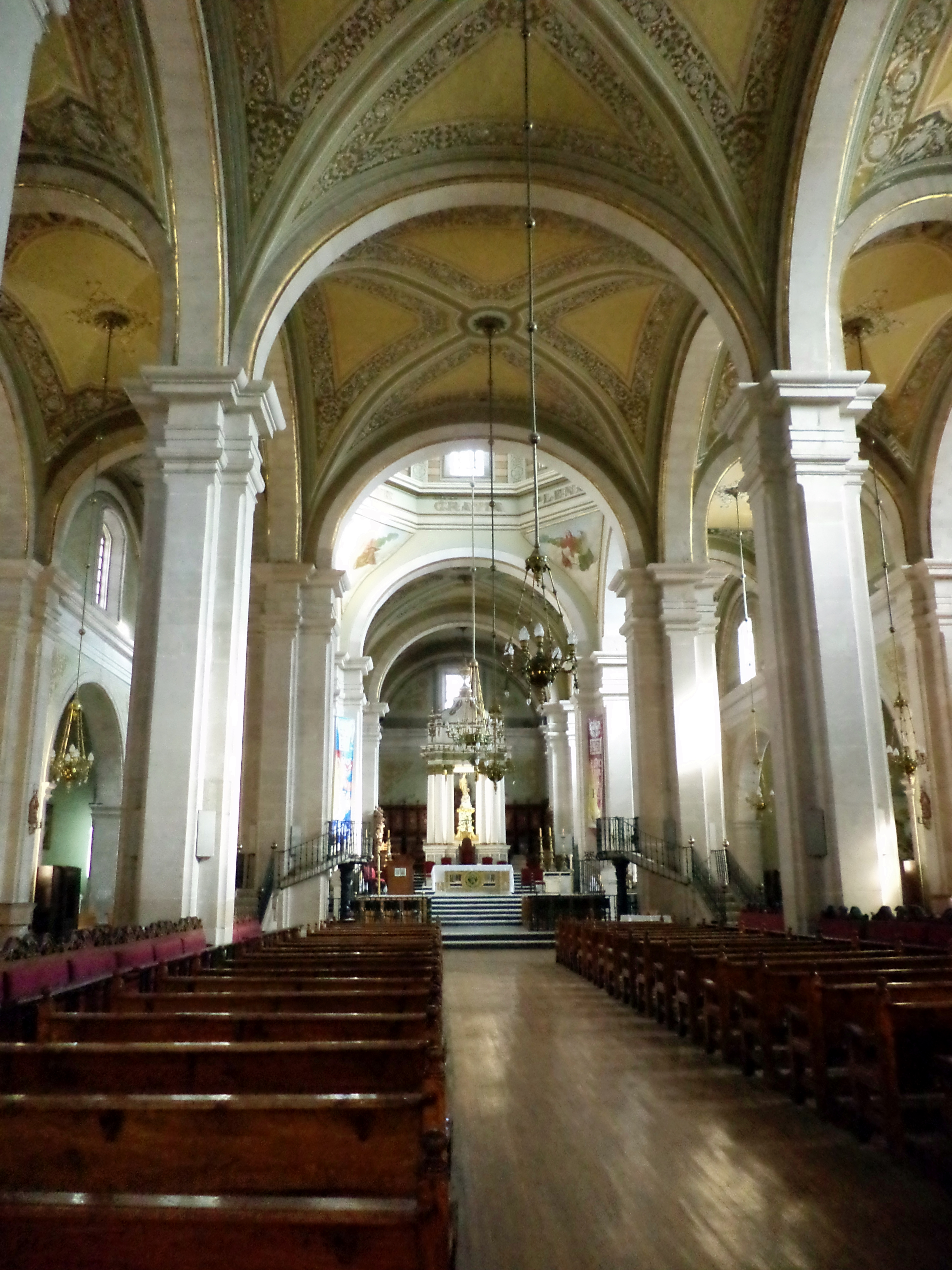
Innenraum

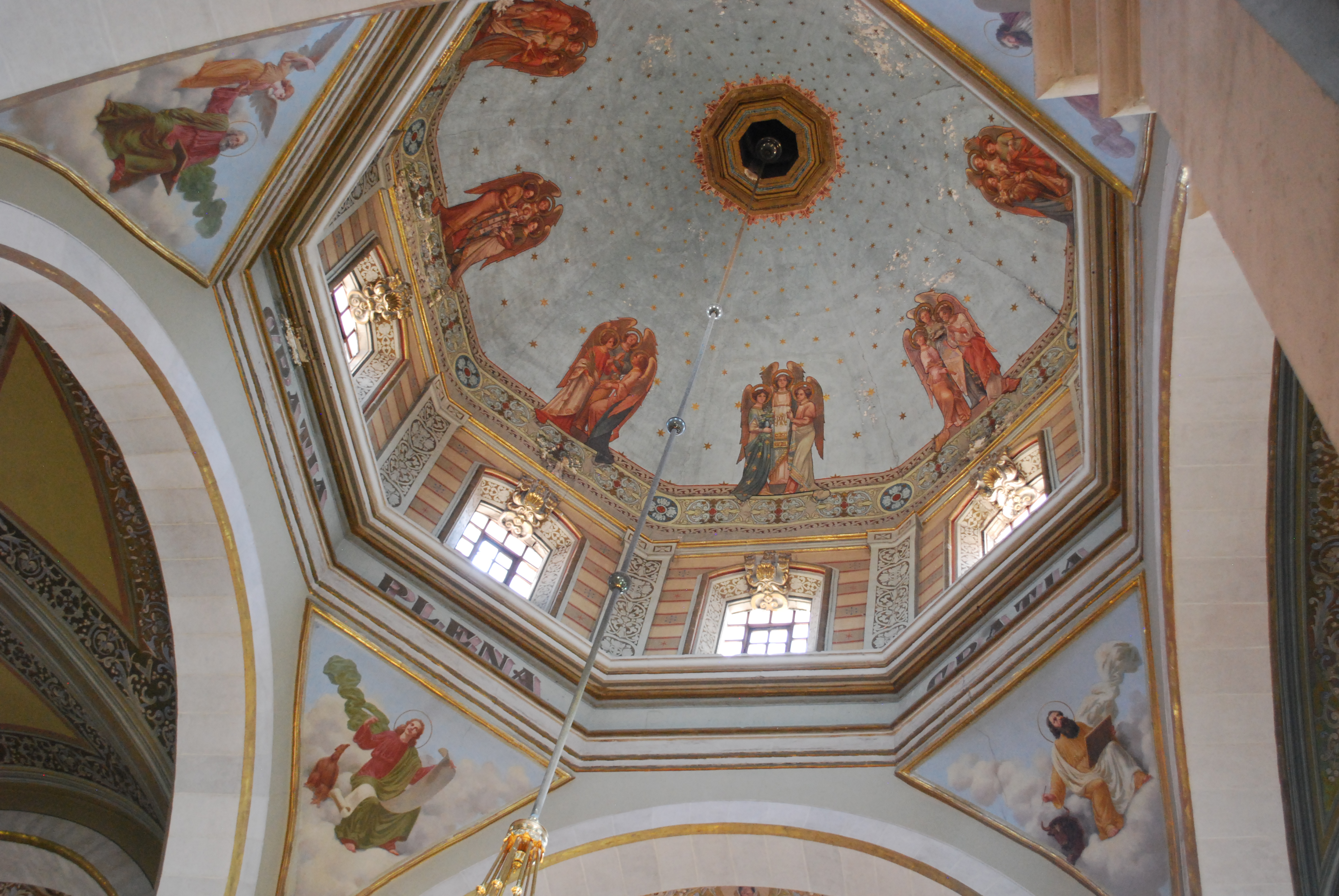
Vierungskuppel

Die Kathedrale von Durango oder offiziell die Kathedralbasilika der Unbefleckten Empfängnis ist eine römisch-katholische Kirche in Victoria de Durango, der Hauptstadt der mexikanischen Provinz Durango. Die Kathedrale des Erzbistums Durango mit der Anrufung der Unbefleckten Empfängnis trägt den Titel einer Basilica minor. Sie steht unter Denkmalschutz.

## Geschichte
Die Kathedrale im historischen Zentrum der Stadt Victoria de Durango liegt gegenüber der Plaza de Armas und hatte zwei Vorgängerbauten. Die erste Pfarrkirche war Mariä Himmelfahrt gewidmet und wurde im Jahr 1623 nach der Gründung der Diözese Durango durch Papst Paul V. zur Kathedrale erhoben. Nach ihrer Zerstörung durch einen Brand wurde im Jahr 1635 mit dem Bau der zweiten Kathedrale begonnen, die jedoch Feuchtigkeitsschäden erlitt und abgerissen werden musste. Die heutige Kathedrale wurde ab dem Jahr 1695 vom Architekten Mateo Nuñez erbaut. Der Außenbau wurde im Jahr 1713 abgeschlossen. Die Fertigstellung der Innenausstattung und der Altäre dauerte noch bis 1844, dem Weihejahr der Kirche. Papst Pius XII. verlieh ihr im Jahr 1957 zusätzlich den Titel einer Basilica minor. Im Jahr 1990 besuchte Papst Johannes Paul II. die Kathedralbasilika.

## Architektur
Die Eingangsfassade ist nach Süden ausgerichtet. Sie besteht aus einem dekorierten Portalbereich und den massiven seitlichen Türmen. Der durch ein Gesims unterteilte Portalbereich ist aufwendig im Stil des Barock gestaltet. Die quadratischen Glockentürme bestehen aus fünf Etagen, wovon die beiden unteren jeweils vollkommen schmucklos gehalten sind; obenauf sitzen jeweils Laternen. Die Seiteneingänge am Querschiff sind im churrigueresken Stil ausgeführt.
Die dreischiffige, aber beidseitig mit Seitenkapellen versehene Kirche ist in einem nüchternen Barockstil gehalten. Die jeweils gleich hohen inneren Kirchenschiffe bilden eine Hallenkirche, die oberhalb der Seitenkapellen wie bei einer Basilika beleuchtet wird. Oberhalb der Vierung, in der auch der Hauptaltar steht, erhebt sich eine große Kuppel über einem achteckigen, durchfenstertem Tambour; die außen auf der Kuppel aufsitzende Laterne wird im Innern nicht sichtbar. Quadratische Pfeiler mit Pilastern tragen die vier Joche des Langhauses, die Kuppel und die zwei Joche des Chors des Hauptschiffs und entsprechend der Seitenschiffe.

## Ausstattung
Die Innenausmalung der Decke und Kuppel mit neobyzantinische Motiven wurde Anfang des 20. Jahrhunderts geschaffen. Der Hauptaltar im klassizistischen Stil zeigt die Marmorstatue der Unbefleckten Empfängnis unter einem Baldachin philippinischen Ursprungs. In der rechtwinkligen Apsis steht das Chorgestühl aus Mahagoniholz, es stammt aus dem 18. Jahrhundert und verfügt über 25 Hochstühle und 18 niedrigere Stühle. Die Seitenkapellen sind mit Altären und großen Gemälden ausgestaltet. Die Kirche besitzt eine Orgelempore im Eingangsbereich und eine kleinere im rechten Seitenschiff neben dem Chor.